# Edu Manzano
Eduardo "Edu" Barrios Manzano (San Francisco, 14 september 1955) is een Filipijns acteur, televisiepersoonlijkheid en politicus. Manzano was van 1998 tot 2001 viceburgemeester van Makati. In 2009 werd bekend dat Monzano zich bij de verkiezingen van 2010 namens de regeringscoalitie Lakas-Kampi-CMD kandidaat zal stellen voor het vicepresidentschap van de Filipijnen.

## Biografie
Eduardo Manzano werd geboren op 14 september 1955 in Amerikaanse stad San Francisco. Hierdoor werd hij volgens de Amerikaanse grondwet automatisch Amerikaan. Doordat zijn beide ouders de Filipijnse nationaliteit hadden verkreeg volgens de Filipijnse grondwet bovendien de Filipijnse nationaliteit. Vanaf zijn 17e jaar diende hij vier jaar lang in het Amerikaanse leger.

### Filmacteur en televisiepresentator
Na afloop van zijn diensttijd in het Amerikaanse leger trok Manzano naar de Filipijnen waar hij een carrière opbouwde als acteur. Hij speelde vanaf 1979 in zo'n 90 Filipijnse speelfilms, waarbij hij vooral bekend werd in de rol van de slechterik in (met name) actiefilms. In de jaren 90 was Manzano een tijdlang president van de belangengroep voor acteur, Kapisanan ng mga Artista sa Pelikulang Pilipino (KAPP). Hij sleepte in zijn carrière als filmacteur driemaal een nominatie voor de FAMAS Award voor beste acteur in de wacht. Daarnaast won hij in 1991 de FAMAS Award voor beste mannelijke bijrol voor zijn rol in 'Kaaway ng batas'. Vanaf het jaar 2000 werd hij ook actief op de Filipijnse televisie en sinds 2003 heeft hij geen film meer gedraaid. Manzano presenteerde diverse populair spelshows. Zo presenteerde hij de onder andere De zwakste schakel en Eén tegen 100. Ook acteerde hij in enkele televisieproducties.

### Politieke en bestuurlijke carrière
Bij de verkiezingen van 1998 besloot Manzano zich verkiesbaar te stellen als viceburgemeester van Makati. Hij won de verkiezingen, maar werd wegens een tegen hem aangespannen zaak met betrekking tot zijn nationaliteit nog tot direct aangesteld. De kiescommissie oordeelde uiteindelijk dat Manzano wel degelijk de Filipijnse nationaliteit bezat, waardoor hij alsnog tot de nieuwe viceburgemeester kon worden uitgeroepen. Bij de verkiezingen van 2001 stelde hij zich verkiesbaar voor de burgemeesterspost van Makati. Deze verkiezing verloor hij echter van Jejomar Binay.
In 2004 werd Manzano benoemd tot de eerste voorzitter van de Optical Media Board, een overheidsorgaan met de taak om piraterij in de optische schijven tegen te gaan. In augustus 2009 nam hij ontslag. Kort daarop werd aangekondigd dat Manzano bij de verkiezingen 2010, de kandidaat van de regeringscoalitie van Lakas-Kampi-CMD zou worden voor de verkiezingen voor vicepresident van de Filipijnen als running mate van hun presidentskandidaat Gilberto Teodoro.

### Privéleven
Monzano was vier jaar lang getrouwd met actrice en politica Vilma Santos. Samen met haar kreeg hij een zoon, Luis Manzano. Luis is net als zijn vader acteur en televisiepresentator. Uit een relatie met actrice Rina Samson heeft hij nog twee kinderen, een zoon en een dochter. Manzano is inmiddels verloofd met televisiepresentratrice Pinky Webb.

## Werk
| - Romansa (1979) - Alaga (1980) - Mahinhin vs. mahinhin (1981) - Dear Heart (1981) - Schoolgirls (1982) - Working Girls (1984) - Pati ba pintig ng puso? (1985) - Hindi nahahati ang langit (1985) - Till We Meet Again(1985) - The Day They Robbed America (1985) - Ano ang kulay ng mukha ng Diyos? (1985) - Nakagapos na puso (1986) - Palimos ng pag-ibig (1986) - Kailan tama ang mali (1986) - Captain Barbell (1986) - Huwag mong itanong kung bakit (1986) - Jack and Jill (1987) - Working Girls 2 (1987) - Alabok sa ulap (1987) - Misis mo, misis ko (1988) - Hati tayo sa magdamag (1988) - Babaing hampaslupa (1988) - Eagle Squad (1989) - Isang araw walang Diyos (1989) - Alyas Pogi: Birador ng Nueva Ecija (1990) - Kaaway ng batas (1990) - Pretty Boy Hoodlum (1991) - Contreras Gang (1991) - Kidlat ng Maynila: Joe Pring 2 (1991) | - Kung patatawarin ka ng bala ko! (1991) - Boyong Manalac: Hoodlum Terminator (1991) - Kumukulong dugo (1991) - Maging sino ka man (1991) - Sagad hanggang buto (1991) - Darna (1991) - Noel Juico: Batang kriminal (1992) - Hindi palulupig (1992) - Mahal kita walang iba (1992) - Alyas Boy Kano (1992) - Pangako sa iyo (1992) - Shake Rattle & Roll IV (1992) - Lt. Madarang: Iginuhit sa dugo (1993) - Dugo ng panday (1993) - Geron Olivar (1993) - Kailangan kita (1993) - Lethal Panther 2 (1993) - Task Force Habagat (1993) - Galvez: Hanggang sa dulo ng mundo hahanapin kita (1993) - Di na natuto (Sorry na, puede ba?) (1993) - Ang ika-labing isang utos: Mahalin mo, asawa mo (1994) - Hong tian mi ling (1994) - Darna! Ang pagbabalik (1994) - Ismael Zacarias (1994) - Lt. Sapian: Walang Kasulat Sa Tapang (1994) - Separada (1994) - Wanted: Perfect Father (1994) - Go aat sin (1995) - Batas ko ang katapat mo (1995) - Baby Love (1995) - Costales (1995) - Tubusin mo ng bala ang puso ko (1996) - Sa kamay ng batas (1996) | - Ama, ina, anak (1996) - Romano Sagrado: Talim sa dilim (1996) - Totoy Hitman (1996) - Bagsik ng kamao (1996) - Mortal kong kaaway kaibigan kong tunay (1997) - Minsan lamang magmamahal (1997) - Kung marunong kang magdasal, umpisahan mo na (1997) - Simaron, Barya lang ang halaga ng ulo mo (1997) - Hanggang dito na lang (1997) - Batang PX (1997) - I Do, I Die (Diyos ko Day) (1997) - Anting-anting (1998) - Jesus Salonga, alyas Boy Indian (1998) - Gangland (1998) - Puso ng pasko (1998) - Ang kabit ni Mrs. Montero (1999) - Markado (1999) - Soltera (1999) - Emilio Aguinaldo (2000) - Huwag mo akong subukan (2000) - Minsan, minahal kita (2000) - Minsan ko lang sasabihin (2000) - Abandonada (2000/I) - Tanging yaman (2000) - Kaaway hanggang hukay (2001) - Tatarin (2001) - The Cory Quirino Kidnap: NBI Files (2003) - Ang tanging ina (2003) |